# ケビン・ペンキン
ケビン・ペンキン（Kevin Penkin、1992年5月22日 - ）は、オーストラリアの作曲家・編曲家。

## 概要
オーストラリア、パース生まれ。イギリスのロンドンに滞在しており、王立音楽大学の映画作曲科で修士号を取得。18歳の時に植松伸夫とのコラボレーションでデビューした。アニメ制作会社キネマシトラスとの縁がきっかけで、テレビアニメ『メイドインアビス』では音楽を担当することになり、同作の楽曲のレコーディングはオーストリアのウィーンで行われた。

## 音楽担当作品

### ゲーム
2012年
- 十三支演義 〜偃月三国伝〜

2013年
- NORN9 ノルン+ノネット
- DEEMO

2015年
- インプロージョン

2017年
- Cytus II

2018年
- Florence

2019年
- Rebel Cops

2020年
- Necrobarista

### アニメ
2016年
- ノルン+ノネット
- Under the Dog

2017年
- メイドインアビス

2019年
- 盾の勇者の成り上がり

2020年
- 神之塔 -Tower of God-
- 劇場版メイドインアビス深き魂の黎明

2021年
- エデン
- スター・ウォーズ: ビジョンズ #4「村の花嫁」

2022年
- 盾の勇者の成り上がり Season 2
- メイドインアビス 烈日の黄金郷
- 聖剣伝説 Legend of Mana -The Teardrop Crystal-（OPテーマ）

2023年
- 放課後のブレス
- 盾の勇者の成り上がり Season 3
- 薬屋のひとりごと

2024年
- 狼と香辛料 MERCHANT MEETS THE WISE WOLF
- ばいばい、アース
- 神之塔 -Tower of God-（第2期）